# Dan Rather
Daniel Irvin Rather Jr. (Wharton, Texas; 31 de octubre de 1931) es un periodista estadounidense, más conocido por ser el presentador de noticias de CBS Evening News. Ahora es el editor y presentador del programa Dan Rather Reports en el canal AXS TV. 
Rather fue presentador de CBS Evening News durante veinticuatro años, desde el 9 de marzo de 1981 hasta el 9 de marzo de 2005. También contribuyó a 60 Minutes, de CBS. Se vio envuelto en controversias sobre un reportaje de noticias en disputa sobre el servicio del presidente George W. Bush durante la Guerra de Vietnam en la Guardia Nacional y posteriormente abandonó CBS Evening News en 2005. Luego abandonó la red por completo, en el año 2006, después de cuarenta y tres años de carrera.
Junto con Peter Jennings en ABC News y Tom Brokaw en NBC News, Rather fue uno de los «tres grandes» presentadores de noticias de los años 1980, 1990 y principios de 2000. Los tres fueron anfitriones de los programas de noticias nocturnos más importantes de su red durante más de 20 años, y los tres comenzaron y se retiraron en menos de un año.
Rather dejó la mesa de presentador en 2005 tras la polémica de los documentos Killian, en la que presentó documentos no autentificados en un reportaje sobre el servicio en la Guerra de Vietnam del presidente George W. Bush en la Guardia Nacional. Siguió trabajando para la CBS hasta 2006, cuando fue despedido repentinamente.
En septiembre de 2007, Rather presentó una demanda de 70 millones de dólares contra CBS y su antigua empresa matriz Viacom. Rather acusó a la cadena y a sus propietarios y directivos de convertirle en "chivo expiatorio" en la historia de Killian. Un tribunal de apelaciones intermedio del estado de Nueva York desestimó la demanda en septiembre de 2009, y el Tribunal de Apelaciones de Nueva York se negó a reponerla en enero de 2010. 
En el canal de cable AXS TV (entonces llamado HDNet), Rather presentó Dan Rather Reports, un programa de noticias de investigación al estilo de 60 Minutes, de 2006 a 2013. También presenta otros proyectos para AXS TV, como Dan Rather Presents, que ofrece reportajes en profundidad sobre temas amplios como la atención a la salud mental o la adopción, y The Big Interview with Dan Rather, en el que realiza entrevistas de larga duración a músicos y otros artistas. En enero de 2018, comenzó a presentar un noticiario en línea llamado The News with Dan Rather en The Young Turks canal de YouTube. Desde 2021, escribe el boletín "Steady" en la plataforma Substack.

## Primeros años

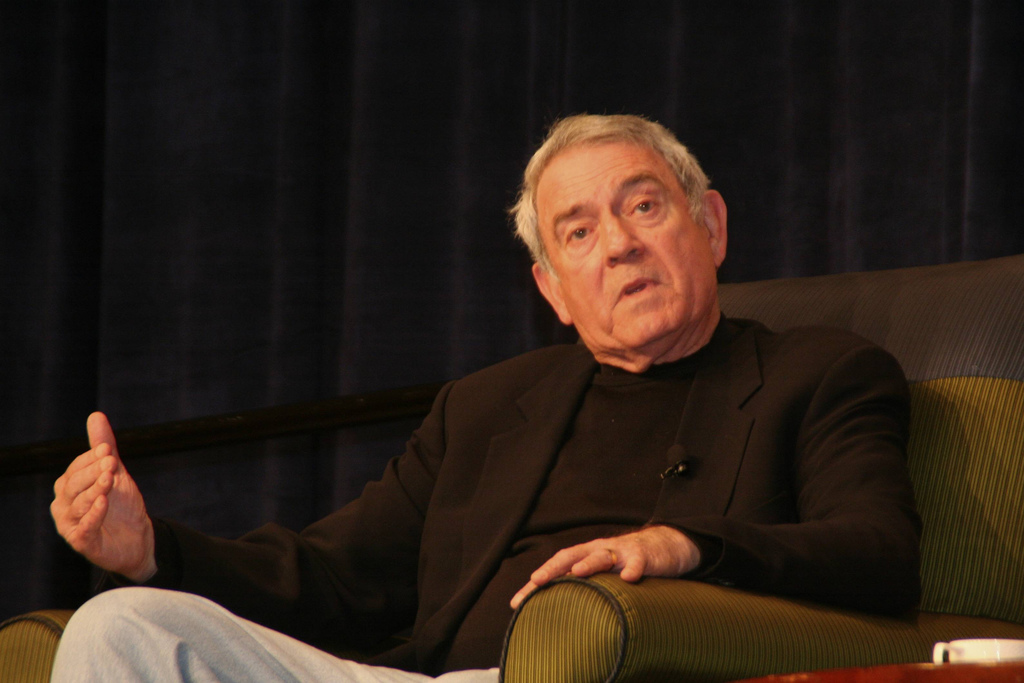
Rather en South by Southwest (2007).

Daniel Irvin Rather Jr. nació en Wharton, Texas, en 1931. Es hijo de Daniel Irvin Rather Sr. y de Byrl Veda Page. Los Rather se mudaron a Houston, donde Dan estudió en la Love Elementary School y Hamilton Middle School. Se graduó en 1950 de la John H. Reagan High School en Houston. En 1953, obtuvo una licenciatura en periodismo de la Sam Houston State University, donde fue editor del periódico de la escuela, The Houstonian. En Sam Houston, fue miembro de The Caballeros, la organización fundadora de la fraternidad Sigma Chi.
Después de obtener su título de grado, asistió brevemente al South Texas College of Law en Houston, que le concedió un Juris Doctor en 1990. En 1954, Rather se alistó en el Cuerpo de Marines de Estados Unidos, pero pronto fue dado de baja porque tenía fiebre reumática.

## Primeros pasos
Más bien comenzó su carrera periodística en 1950 como reportero de Associated Press en Huntsville, Texas. Más tarde, fue reportero de United Press International (United Press) (1950–1952), varias estaciones de radio de Texas y el Houston Chronicle (1954–1955). Alrededor de 1955, Rather escribió un artículo sobre la heroína. Bajo los auspicios de la Policía de Houston, probó una dosis de la droga, que caracterizó como "un tipo especial de infierno".
Trabajó durante cuatro temporadas como locutor de jugada por jugada para el equipo de fútbol de la Universidad de Houston. Durante la temporada de béisbol de ligas menores de 1959, Rather fue el locutor de radio jugada por jugada de la Liga de Texas Houston Buffs.
En 1959, Rather comenzó su carrera televisiva como reportero de KTRK-TV, la ABC afiliada en Houston. Posteriormente fue ascendido a director de noticias de KHOU-TV, la filial de CBS en Houston.
En septiembre de 1961, Rather cubrió el Huracán Carla para KHOU-TV, transmitiendo desde el entonces Centro Meteorológico Nacional en Galveston. Se destaca por mostrar la primera imagen de radar de un huracán en la televisión. Concibió superponer un mapa transparente sobre la pantalla del radar para mostrar el tamaño del huracán Carla a la audiencia. Convencidos de la amenaza, más de 350 000 personas evacuaron la zona, la mayor evacuación conocida hasta ese momento. Se cree que sus acciones salvaron miles de vidas en comparación con el huracán anterior, que mató entre 6000 y 12 000 personas.  La cobertura en vivo de Rather de Carla fue transmitida por estaciones de Nueva York y nacionales. Ray Miller, director de noticias de KPRC-TV, la afiliada de NBC en Houston, también fue mentor de Rather en los primeros años.

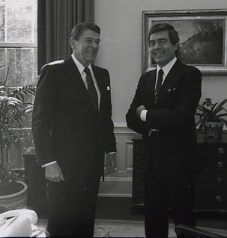
Más bien (derecha) con el presidente Ronald Reagan en 1982

El 28 de febrero de 1962, Rather dejó Houston para la ciudad de Nueva York para un inicio de prueba de seis meses en CBS. Más bien no encajaba fácilmente en la costa este. Sus primeros informes para CBS incluyeron la cobertura del accidente del Vuelo 1 de American Airlines en Jamaica Bay, y un informe sobre la asfixia de niños en un hospital en Binghamton, Nueva York. Poco después, Rather fue nombrado jefe de la oficina de noticias del sudoeste de CBS en Dallas. En agosto de 1963, fue nombrado jefe de la oficina Sur en Nueva Orleans, responsable de la cobertura de noticias en el Sur, Suroeste, México y América Central .

### Del asesinato de JFK al Watergate
En su autobiografía, Rather señaló que se encontraba en Dallas en noviembre de 1963 para devolver una película de una entrevista en Uvalde, en el rancho del exvicepresidente John Nance Garner, que celebraba su 95 cumpleaños el 22 de noviembre.  Casualmente se encontraba "al otro lado de las vías del tren, más allá del triple paso subterráneo, a treinta metros de una loma cubierta de hierba que más tarde figuraría en tantas teorías de la conspiración. "  Su trabajo consistía en recoger una gota de película de un camión de cámaras en ese lugar, y llevarla a la estación para su edición. No presenció el tiroteo a Kennedy, y no supo nada de los acontecimientos hasta que llegó a KRLD, después de haber corrido a través de Dealey Plaza. Más tarde escribió: 
En el momento en que dejé atrás las vías del tren, véase una escena que nunca olvidaré. Algunas personas estaban tiradas en la hierba, otras gritando, otras corriendo, otras señalando. Los policías se arremolinaban por todas partes y, claramente por encima del estruendo, oí gritar a uno: "QUE NADIE SE LLEVE AL PÁNICO" Y, por supuesto, no había más que pánico allá donde miraras.
En su autobiografía, Rather dijo que fue uno de los primeros en ver la película de Zapruder que mostraba el asesinato, y el primero en describirlo en televisión. Rather informó que el disparo fatal forzó la cabeza de Kennedy hacia adelante, pero fue lanzada hacia atrás.
Más tarde, informó de que algunos escolares de Dallas habían aplaudido cuando se les notificó la muerte del presidente.Los administradores dijeron que habían anunciado que la escuela iba a ser despedida temprano, y no mencionaron el asesinato. Sin embargo, la profesora Joanna Morgan confirmó que los estudiantes habían vitoreado la noticia de que Kennedy había sido tiroteado. Esta historia enfureció a los periodistas locales de la entonces afiliada de la CBS KRLD-TV (ahora KDFW-TV, propiedad y operada por Fox). 
Los reportajes de Rather durante el periodo de luto nacional tras el asesinato de Kennedy y los acontecimientos posteriores impresionaron a la dirección de CBS News. En 1964, le seleccionaron para el puesto de corresponsal de la Casa Blanca de la cadena. Como corresponsal en la Casa Blanca, contribuyó a los acontecimientos posteriores al asesinato de Kennedy. En 1965, contribuyó a informar del regreso a Washington desde Dallas de Charles von Fremd durante una conversación que el director de la NBC Max Schindler, que dirigió la cobertura de la llegada para las cadenas, hizo con el presidente Lyndon B. Johnson, en la Casa Blanca para las cadenas de televisión.
En 1965, Rather trabajó como corresponsal extranjero para la CBS en Londres, y en 1966 en Vietnam. Volvió a ser corresponsal en la Casa Blanca durante la presidencia de Richard Nixon. En 1970, también fue asignado como presentador del programa Sunday Night News de la CBS (1970-73; 1974-75), y más tarde para el programa de los sábados Evening News de la CBS (1973-76). Rather estuvo entre los periodistas que acompañaron a Nixon a China. Más tarde cubrió la investigación del Watergate, así como el proceso de destitución contra Richard Nixon en el Congreso.

## Premios

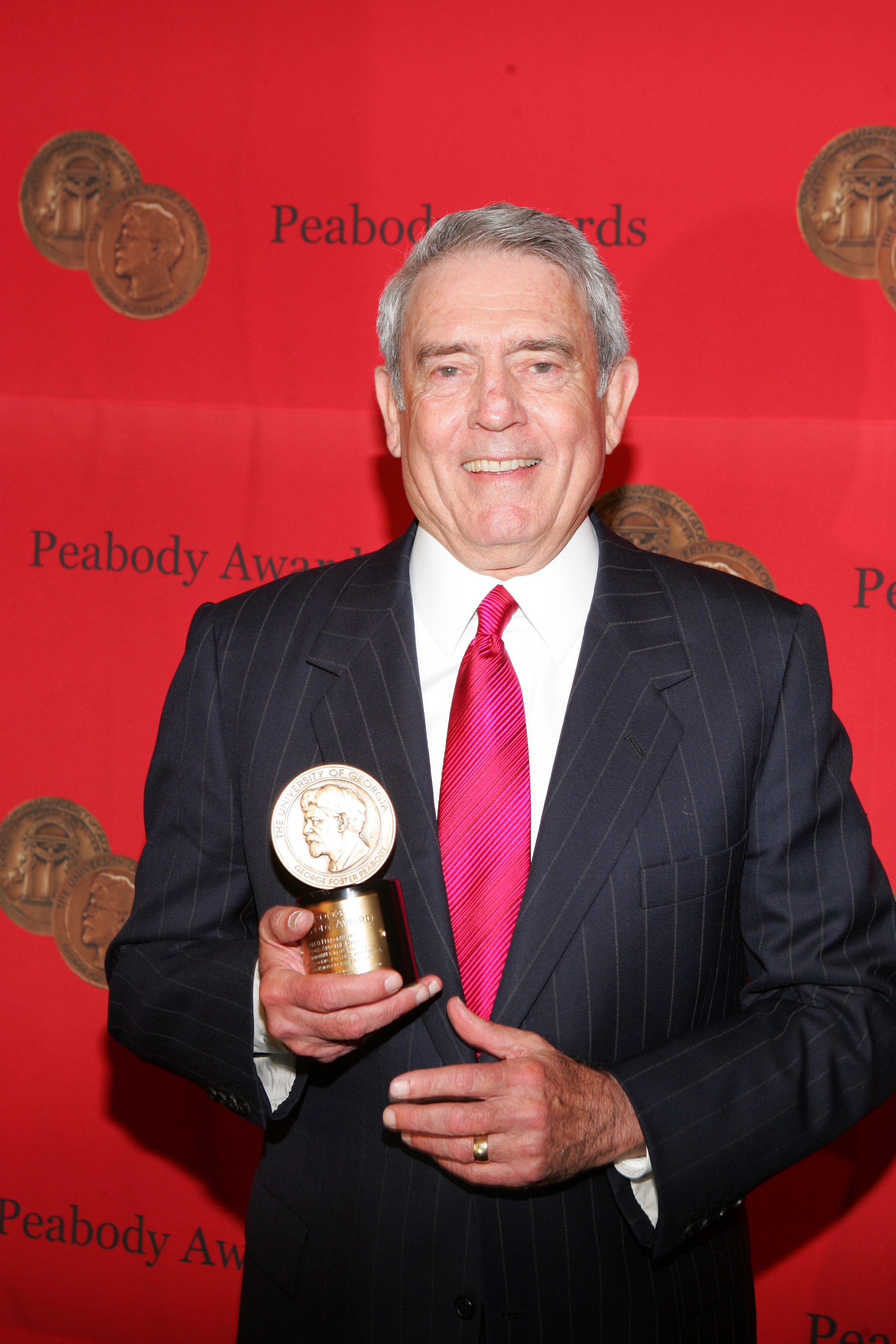
Dan Rather en los 64th Annual Peabody Awards.

Ha recibido numerosos Emmy Awards, muchos Peabody Awards, entre otros.
| Premio              | Año  | Programa                                      |
| ------------------- | ---- | --------------------------------------------- |
| Peabody             | 1975 | CBS News                                      |
| Peabody             | 1976 | 60 Minutes                                    |
| Peabody             | 1994 | CBS Reports: D-Day                            |
| Peabody             | 1995 | CBS Reports: In the Killing Fields of America |
| Paul White Award    | 1997 | Lifetime Achievement                          |
| Peabody             | 2000 | 48 Hours: Heroes Under Fire                   |
| Peabody             | 2001 | 60 Minutes II: Memories of a Massacre         |
| Peabody             | 2004 | 60 Minutes II: Abuse at Abu Ghraib            |
| Emmy Trustees Award | 2014 | Lifetime Achievement                          |